# (3004) Knud
(3004) Knud ist ein Asteroid des Hauptgürtels, der am 27. Februar 1976 vom dänischen Astronomen Richard Martin West am La-Silla-Observatorium (IAU-Code 809) der Europäischen Südsternwarte in Chile entdeckt wurde.
Der Asteroid wurde nach dem grönländisch-dänischen Polarforscher und Ethnologen Knud Rasmussen (1879–1933) benannt, der 1910 die Handels- und Forschungsstation Thule gründete und auf zahlreichen Expeditionen zu den Eskimostämmen Grönlands die dortige Inuit-Kultur erforschte.